# Giovanni Michele Savonarola
Giovanni Michele Savonarola (ur. przed 1385 w Padwie, zm. w 1466  w Ferrarze) – włoski lekarz, autor szeregu traktatów, w tym poświęconych medycynie.
Był synem kupca. Co najmniej od 1408 r. do 1413 uczęszczał na Uniwersytet Padewski ucząc się medycyny. Po studiach pracował jako lekarz w różnych miastach na terenie obecnego regionu Wenecja Euganejska i w Lombardii. Ponadto od 1433 wykładał na macierzystej uczelni. Od 1440 mieszkał w Ferrarze, będąc tam lekarzem władców miasta z rodu d’Este i jednocześnie nauczycielem miejscowego uniwersytetu. W Ferrarze napisał szereg traktatów medycznych, ale też poświęconych polityce, zagadnieniom etycznym oraz historii. W historii medycyny postrzegany jest jako jeden z czołowych włoskich lekarzy epoki Quattrocento. 
Był żonaty z Cateriną z domu da Pernumia i ojcem ośmiorga dzieci. Był też dziadkiem zakonnika Girolamo Savonaroli.
Publikacje G.M. Savonaroli:
- Practica maior, Venetiis, Vincenzo Valgrisi, 1561.
- Del felice progresso di Borso d’Este al marchionato di Ferrara, al ducato di Modena e di Reggio, e alla contea di Rovigo, Ferrara, ok. 1452.
- De foelici progressu illustrissimi Borsii estensis ad marchionatum Ferrariae, Mutinae et Regii ducatum comitatumque Rodigii, Ferrara, ok. 1452.
- De vera republica et digna seculari militia, Ferrara, ok. 1463-1470.